# Eudoxe Irénée Mignot
Eudoxe-Irénée-Edouard Mignot (20. září 1842, Brancourt-le-Grand – 18. března 1918, Albi) byl francouzský římskokatolický duchovní, arcibiskup z Albi. Před jmenováním do Albi, zastával úřad biskupa fréjuského. Arcibiskup Mignot zemřel v úřadu v roce 1918. Patřil k představitelům katolického modernismu.

## Život

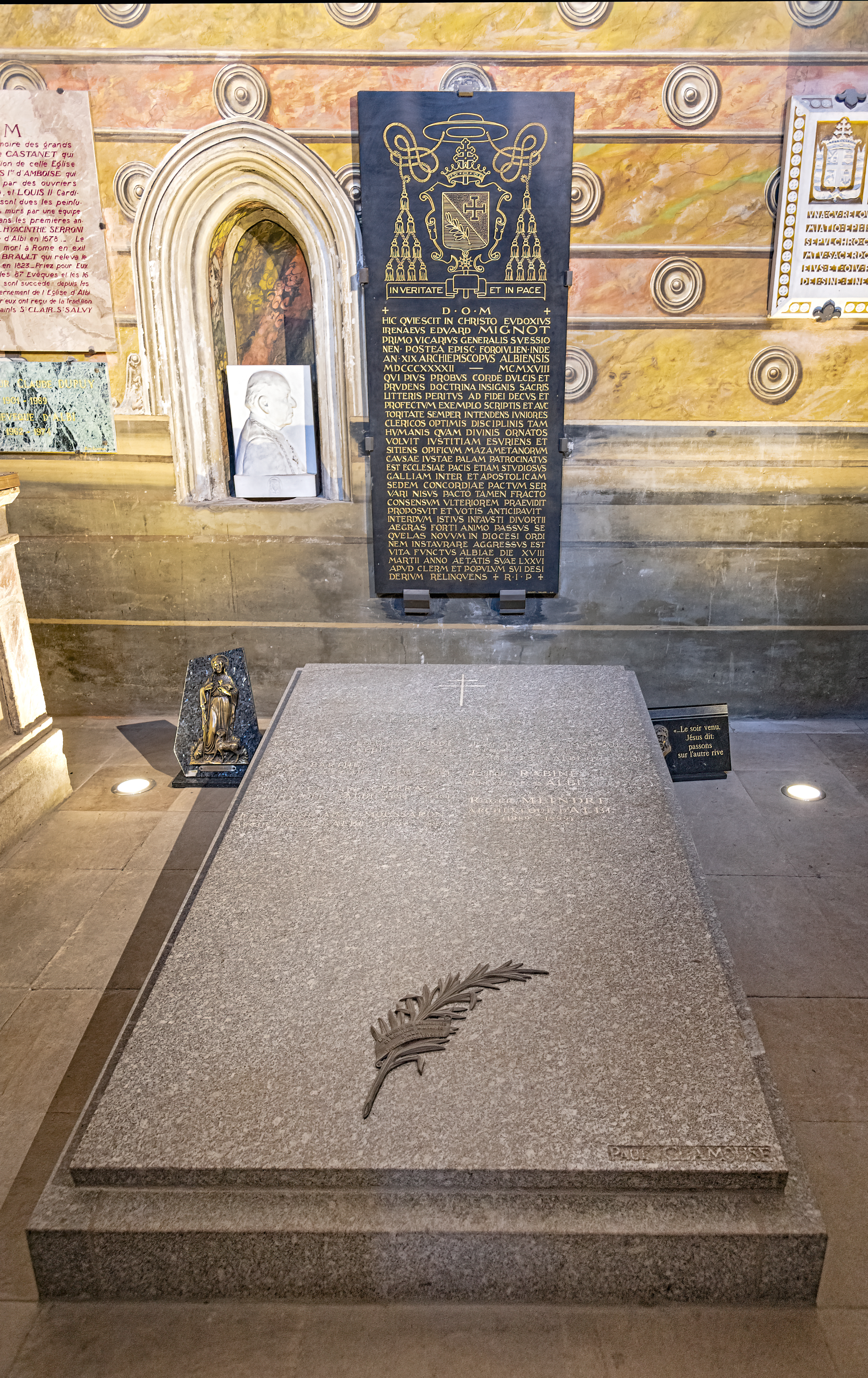
Hrobka Eudoxe Irénáe Mignot.

Eudoxe-Irénée-Edouard se narodil v roce 1842 ve francouzské obci Brancourt-le-Grand v departementu Aisne. Pokřtěn byl 4. října téhož roku. V září 1865 přijal kněžské svěcení a působil ve farnostech arraské diecéze.
V roce 1890 byl jmenován biskupem ve Fréjus. Byl jmenován rytířem řádu čestné legie a asistentem papežského trůnu. V roce 1899 byl jmenován arcibiskupem albijským.